# Japanagromyza parvula
Japanagromyza parvula är en tvåvingeart som beskrevs av Spencer 1961. Japanagromyza parvula ingår i släktet Japanagromyza och familjen minerarflugor.
Artens utbredningsområde är Tanzania. Inga underarter finns listade i Catalogue of Life.